# Cap Hatteras

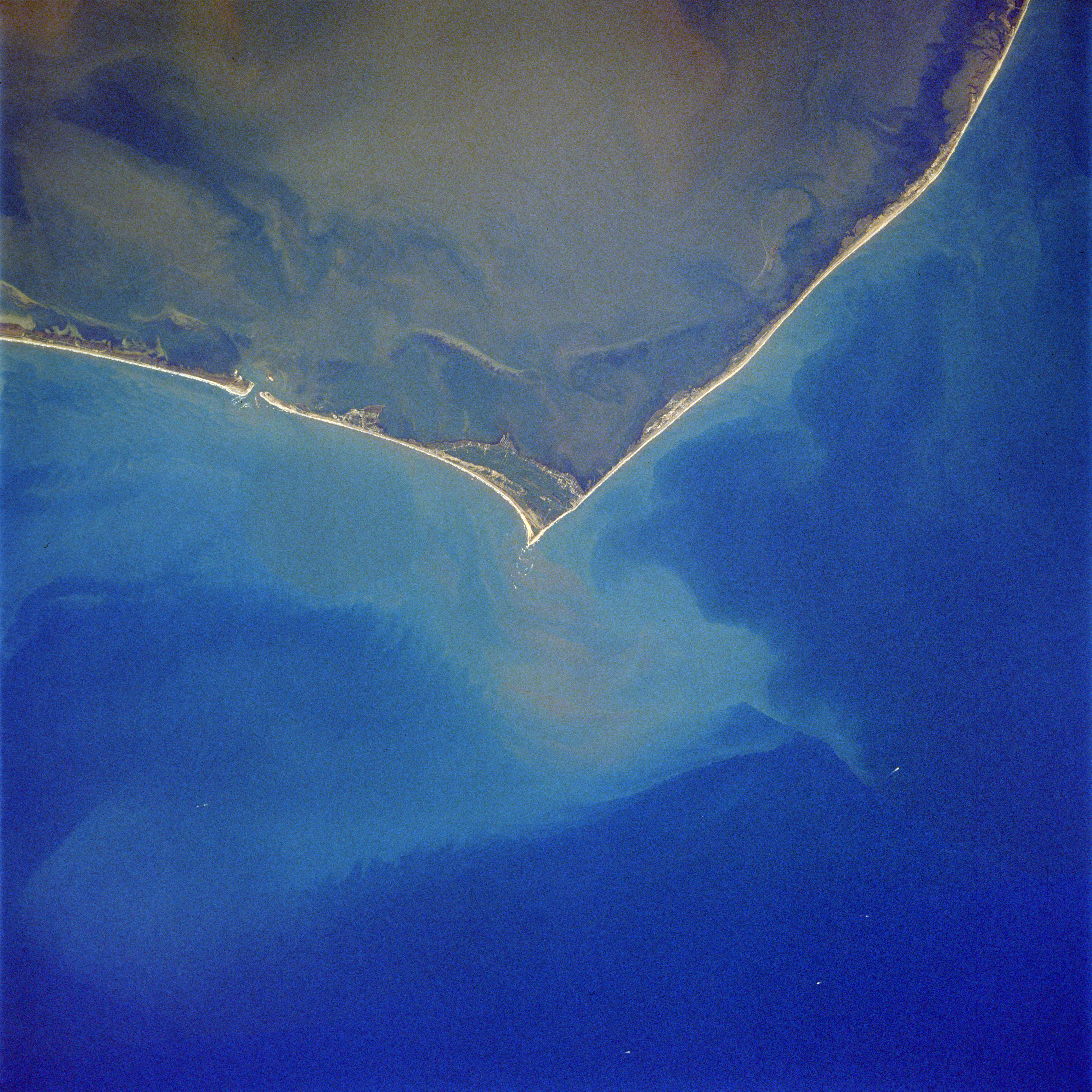
Vista de satèl·lit del cap al octubre de 1989.

El cap Hatteras és un cap a la costa de Carolina del Nord. És el punt més oriental de l'estat, la qual cosa el converteix en un punt clau per a la navegació de la costa oriental dels Estats Units. En realitat, el cap, forma part de l'Illa Hatteras que té forma de corba. L'illa mesura 68km de longitud recta i uns 80km seguint la corba. Era conegut com El cementiri de l'Atlàntic a causa de la gran quantitat de vaixells que naufragaven a la regió.

## Història

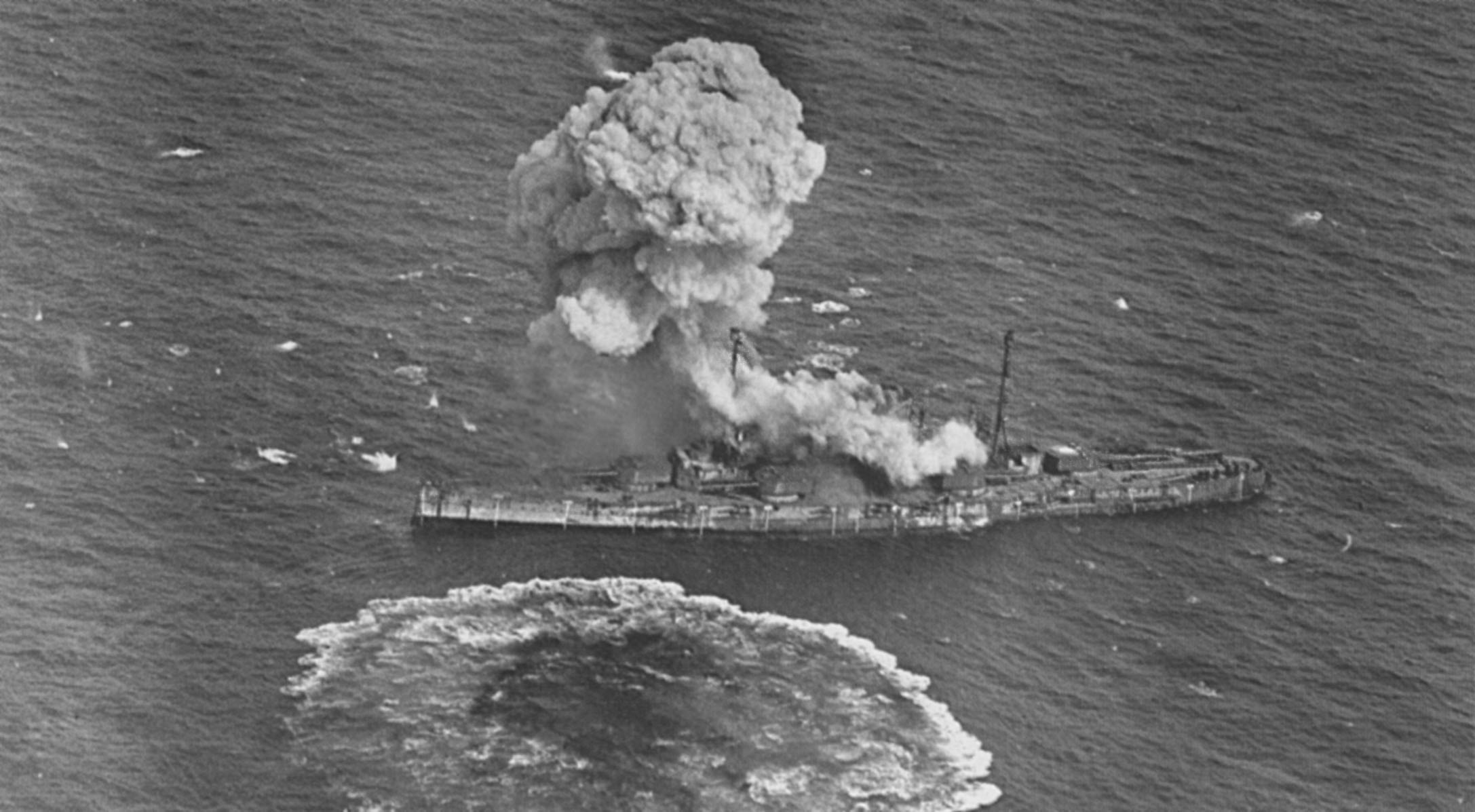
Avions del Servei Aeri dels Estats Units enfonsen al Cap Hatteras el vaixell de guerra capturat alemany Ostfriesland demostrant la vulnerabilitat dels vaixells davant dels avions - setembre de 1921.

El 1803 s'hi va construir un primer far. El 1870 va ser reemplaçat per l'actual, de 60,50 m. d'altura, que resulta el far més alt dels Estats Units i el far de maons més alt del món. Amb el pas de les dècades i els moviments de la sorra, la costa es va apropar perillosament al far (fins i tot va estar a 50m. de distància). El 1999, el far va ser aixecat i traslladat a 884m. de distància. La costa és a uns 450m. (aproximadament la distància quan va ser construït fa 140 anys).
Aquesta zona és molt castigada per freqüents huracans. El 2003, l'huracà Isabel va devastar la zona. Va arrasar dos pobles a prop del cap, Frisco i Hatteras, i l'autopista North Carolina State Highway 12 (NC 12) que brinda una ruta directa entre Nags Head i l'illa Hatteras. També va destruir diversos pobles petits del cap. Durant gairebé un any, els estudiants van haver d'usar un ferri per anar a l'escola. La reconstrucció de l'àrea va començar el 2005.

## Galeria d'imatges

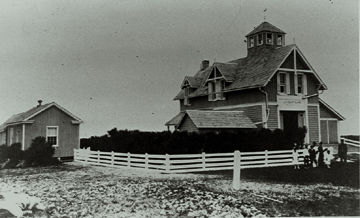
Estació salvavides al cap Hatteras.
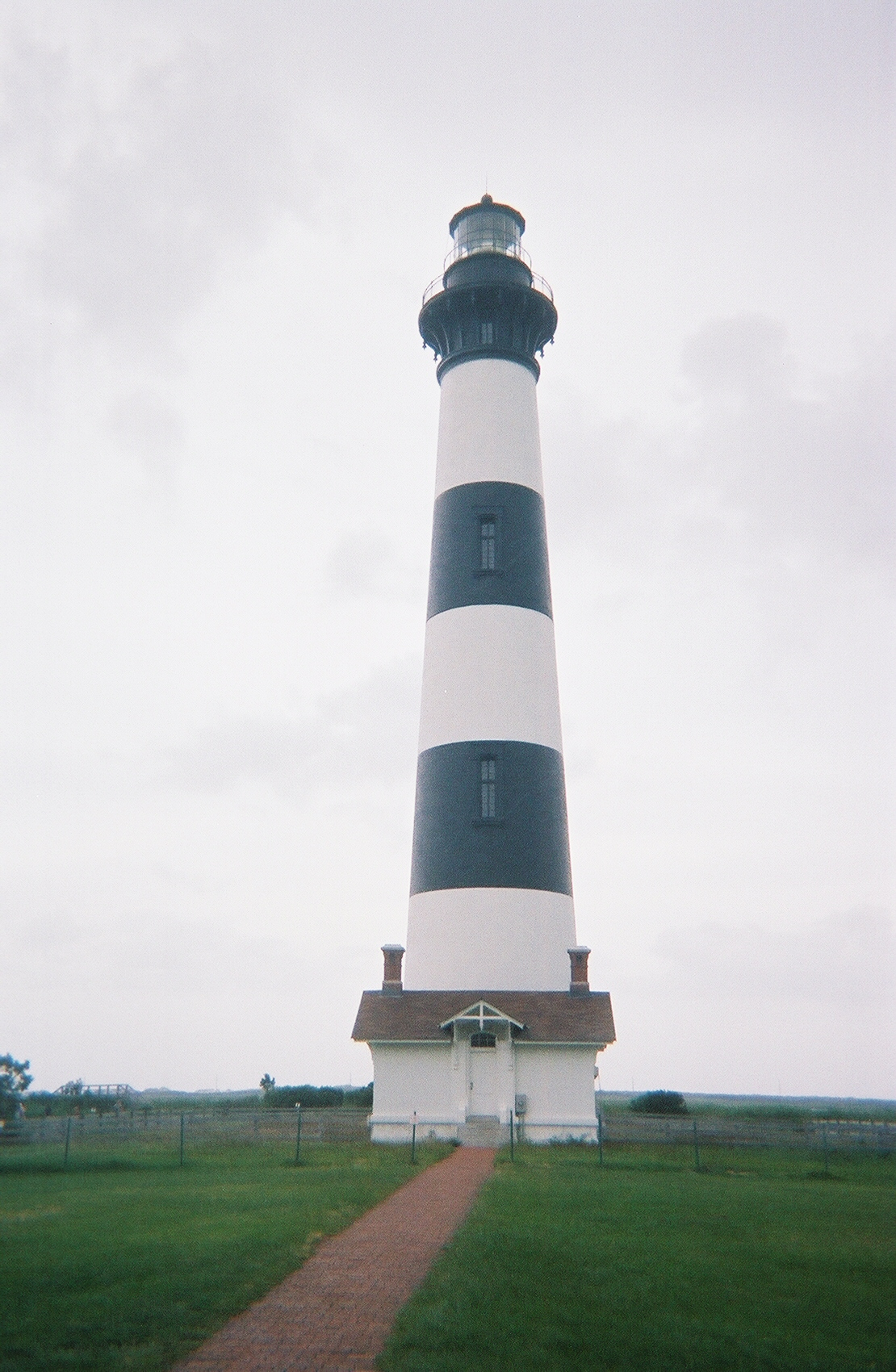
El far Bodie Island, al cap.
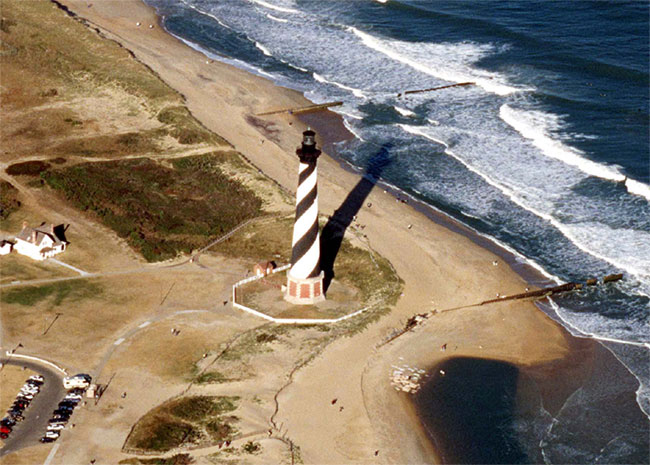
Vista aèria del far el 1999, abans de la seva mudança; la costa de l'oceà es troba a escassos 60m. de distància.
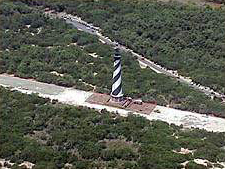
Mudança del far, l'1 de juliol de 1999 (cortesia del National Park Service).